# Triunghiul lui Floyd
În informatică triunghiul lui Floyd este un tablou triunghiular de numere naturale folosit în studiul informaticii. Este numit după Robert Floyd. Se definește prin completarea rândurilor triunghiului cu numere consecutive, începând cu un 1 în colțul din stânga sus.
Problema scrierii unui program de calculator care produce acest triunghi a fost frecvent folosită ca exercițiu sau exemplu pentru programatorii începători, acoperind conceptele de formatare a textului și construcții simple de cicluri (bucle).

## Proprietăți

Numerele pătrate centrate, evidențiate cu roșu, se găsesc în centrul rândurilor impare și sunt suma pătratelor succesive — de exemplu 25 este suma lui 16 (numărul elementelor din rombul galben) și următorul pătrat mai mic, 9 (numărul elementelor din triunghiurile albastre)

- Numerele de-a lungul marginii din stânga a triunghiului sunt șirul tăietorului leneș, iar numerele de-a lungul marginii din dreapta sunt numere triunghiulare. Rândul n se însumează la n(n2 + 1)/2, constanta unui pătrat magic n × n.[5]

- Însumând sumele rândurilor din triunghiul lui Floyd se obțin numere dublu triunghiulare, numere triunghiulare cu un indice care este triunghiular.[6]

1               = 1 = T(T(1))

1                   = 6  = T(T(2))                                                                                                                                   

2  +  3

1 

2  +  3        =  21 = T(T(3))

4  +  5  +  6 
- Fiecare număr din triunghi este mai mic decât numărul de sub el cu indexul rândului său.